# Outlaw (Alabama 3)
Outlaw è il quinto album in studio del gruppo musicale britannico Alabama 3, pubblicato nel 2005.

## Tracce
1. Intro – 0:53
2. Last Train to Mashville – 4:11
3. Terra Firma Cowboy Blues – 3:29
4. Keep Your Shades On – 4:46
5. Hello... I'm Johnny Cash – 4:00
6. Up Above My Head – 3:57
7. Adrenaline (feat. MC Tunes) – 4:24
8. Have You Seen Bruce Richard Reynolds? (feat. Bruce Reynolds) – 4:43
9. Honey in the Rock (feat. Devlin Love) – 4:08
10. How Can I Protect You (feat. Aslan) – 4:09
11. Let It Slide – 5:13
12. The Gospel Train – 5:20